# Sofie Christmann
Sofie Christmann (geb. Neumann) (* 4. August 1883 in Forbach; † 30. April 1944 in Berlin) war eine deutsche Politikerin (SPD).

## Leben
Sie hatte die Höhere Töchterschule und das Mädchenpensionat besucht. Am 21. Januar 1905 heiratete sie August Christmann, der später Vorsitzender des SPD-Unterbezirks in Wuppertal wurde. Seither war sie Hausfrau.
Sie war schon vor dem Ersten Weltkrieg politisch in der SPD aktiv und nahm 1912 am Parteitag in Chemnitz teil. Das Ehepaar hatte sich 1917 der USPD angeschlossen, kehrte aber 1922 zur SPD zurück. Sie war eine der führenden Parteifunktionärinnen der SPD in Wuppertal und gehörte zwischen 1921 und 1933 dem Preußischen Landtag an.
Sie hat sich mit scharfen Reden gegen den Nationalsozialismus ausgesprochen.